# フルートランド累層
フルートランド累層（フルートランドるいそう）は砂岩、頁岩、石炭の堆積で構成される白亜紀の地層。温暖湿潤な季節の気候の下で、水はけが悪く頻繁に洪水が起きた湿地のデルタ地帯の環境を化石として保存している。アメリカのニューメキシコ州とコロラド州のサンフアン盆地に位置する。フルートランド累層の露頭には瀝青炭の鉱床が含まれている。 1980年代以来、この地層の炭層は大量のコールベッドメタンを産出してきた。コールベッドメタンの生産領域は、コロラド州～ニューメキシコ州の州境に跨っており、アメリカにとって最も生産的なコールベッドメタン産地の1つである。
フルートランド累層はピクチャードクリフ砂岩の上に堆積しており、より新しい地層であるカートランド累層がその上に覆い被さっている。岩石の堆積物は、白亜紀の陸域の最後の生物の痕跡を遺している。下に堆積するピクチャードクリフ砂岩は、米国南東部の沖合のバリア島に似た環境に堆積している辺境の海成砂岩である。海岸が後退するにつれ、ピクチャードクリフは、沿岸の沼地の低地に堆積したフルートランド累層で覆われることになった。地層は、後期カンパニアンの年代であり、約100万年の期間にわたって堆積された。地層の基盤直下からの放射年代測定では、7556万年ほど前と見積もられた。カートランド累層との境界の下にある灰床は、7455万年ほど前のものである。
この地層は上部のフォッシルフォレスト部層上部（7500万〜7450万年前に堆積）と下部のネナネザド部層（755〜7500万年前に堆積）に細分される。フォッシルフォレストは、下にあるカートランド累層とハンターウォッシュ動物群の一部を共有している共有されていると考えられている。